# Deuxième district congressionnel de l'Alabama
Le deuxième district congressionnel d'Alabama est une circonscription électorale de l'Alabama, aux États-Unis qui élit un représentant au Congrès des États-Unis.
Il est formé de la totalité des comtés de Barbour, Bullock, Butler, Conecuh, Crenshaw, Macon, Monroe, Montgomery, Pike, Russell et Washington, ainsi que le sud de celui de Clarke et une partie de celui de Mobile. Il inclut la majorité de l'aire métropolitaine de Montgomery, et s'étire dans la Wiregrass Region dans la partie sud de l'Alabama. Les autres villes importantes sont Greenville et Troy.
Le district est représenté par le démocrate Shomari Figures, depuis 2025.

## Histoire
Les électeurs blancs y ont été parmi les premiers en Alabama à quitter le Parti démocrate ; les démocrates du Sud ont commencé à diviser leurs tickets dès les années 1950. Aujourd'hui, le district est l'un des districts les plus républicains de l'Alabama et du pays. Il n'a soutenu un démocrate à la présidence qu'une seule fois depuis 1956, lorsque Jimmy Carter l'a porté en 1976. En 2008, le district a élu un démocrate au Congrès pour la première fois depuis 1964, mais il est revenu à ses habitudes républicaines en 2010. À l'état et au niveau local, cependant, les démocrates conservateurs ont continué à occuper la plupart des postes jusqu'en 2002.
Les électeurs blancs ont donné à John McCain, le candidat républicain, 63,42 % des voix en 2008 ; Barack Obama, le candidat démocrate, a obtenu 36,05 %, attirant des électeurs au-delà de l'importante (et attendue) minorité afro-américaine.
Le district donne à ses membres du Congrès de très longs mandats à Washington ; sept personnes seulement l'ont représenté depuis 1923, toutes sauf une le détenant depuis au moins 10 ans et quatre le détenant depuis au moins 15 ans.
Il est complètement remanié avant les élections de 2024, à la suite de la décision de la Cour suprême des États-Unis dans l'affaire Allen v. Milligan, qui a ordonné à l'Alabama de créer un 2e district d'opportunités noires. À la suite de cela, le tribunal de district des États-Unis pour le district nord de l'Alabama a nommé un procureur spécial pour créer de nouvelles cartes pour l'État, ce qui a permis au 2e de rejoindre le 7e en tant que deux districts d'opportunité de l'État. Dans sa configuration future, cette circonscription aurait été l'une des 19 circonscriptions qui ont voté pour Joe Biden lors de l'élection présidentielle de 2020 si elles avaient existé dans de telles configurations tout en ayant été remportées ou détenues par un républicain en 2022. Cependant, le comté d'origine de Moore, Coffee, étant retiré de ce district et dans le 1er, et qu'il décide de se présenter dans ce district, le district s'est retrouvé sans titulaire.

## Historique des votes

### Frontières 2023 - 2025
| Année | Poste     | Résultats                  |
| ----- | --------- | -------------------------- |
| 2000  | Président | Bush 61 % - 38 %           |
| 2004  | Président | Bush 67 % - 33 %           |
| 2008  | Président | McCain 63 % - 36 %         |
| 2012  | Président | Romney 63 % - 36 %         |
| 2016  | Président | Trump 65 % - 33 %          |
| 2016  | Sénat     | Shelby 65,5 % - 34,3 %     |
| 2017  | Sénat     | Moore 55 % - 44 %          |
| 2020  | Président | Trump 64,1 % - 34,7 %      |
| 2020  | Sénat     | Tuberville 62,2 % - 37,7 % |
| 2022  | Sénat     | Britt 69,6 % - 28,3 %      |

### Frontières 2025 - 2033
| Année | Poste      | Résultats                   |
| ----- | ---------- | --------------------------- |
| 2008  | Président  | Obama 54,9 % - 44,1%        |
| 2012  | Président  | Obama 56,5 % - 43,5%        |
| 2016  | Président  | Clinton 53,9 % - 43,4%      |
| 2016  | Sénat      | Crumpton 54,0 % - 45,9 %    |
| 2017  | Sénat      | Jones 65,7 % - 33,3 %       |
| 2018  | Gouverneur | Maddox (en) 56,5 % - 43,4 % |
| 2020  | Président  | Biden 55,6 % - 43,2 %       |
| 2020  | Sénat      | Jones 58,4 % - 41,4 %       |
| 2022  | Gouverneur | Ivey 49,3 % - 47,6 %        |
| 2022  | Sénat      | Boyd 49,3 % - 48,8 %        |

## Liste des Représentants du district
| Membre                                                      | Parti                                                       | Années                            | Congrès     | Histoire électorale | District |
| ----------------------------------------------------------- | ----------------------------------------------------------- | --------------------------------- | ----------- | --- | --- |
| District créé le 4 mars 1823                                |                                                             |                                   |             | | |
| John McKee (en)                                             | Républicain-démocrate                                       | 4 mars 1823 - 3 mars 1825         | 18e - 20e   | Élu en 1823. Réélu en 1825. Réélu en 1827. Retrait. | 1823–1833 "District central": Comtés Bibb, Blount, Franklin, Greene, Jefferson, Marengo, Marion, Morgan, Perry, Pickens, Saint Clair, Shelby, et Tuscaloosa |
| John McKee (en)                                             | Jacksonien (en)                                             | 4 mars 1825 - 3 ars 1829          | 18e - 20e   | Élu en 1823. Réélu en 1825. Réélu en 1827. Retrait. | 1823–1833 "District central": Comtés Bibb, Blount, Franklin, Greene, Jefferson, Marengo, Marion, Morgan, Perry, Pickens, Saint Clair, Shelby, et Tuscaloosa |
| Robert Emmett Bledsoe Baylor (en)                           | Jacksonien (en)                                             | 4 mars 1829 - 3 mars 1831         | 21e         | Élu en 1829. Perdu sa réélection. | 1823–1833 "District central": Comtés Bibb, Blount, Franklin, Greene, Jefferson, Marengo, Marion, Morgan, Perry, Pickens, Saint Clair, Shelby, et Tuscaloosa |
| Samuel Wright Mardis (en)                                   | Jacksonien (en)                                             | 4 mars 1831 - 3 mars 1833         | 22e         | Élu en 1831. Redécoupage vers le 3e district. | 1823–1833 "District central": Comtés Bibb, Blount, Franklin, Greene, Jefferson, Marengo, Marion, Morgan, Perry, Pickens, Saint Clair, Shelby, et Tuscaloosa |
| John McKinley (en)                                          | Jacksonien (en)                                             | 4 mars 1833 - 3 mars 1835         | 23e         | Élu en 1833. Retrait. | 1833–1841 |
| Joshua L. Martin                                            | Jacksonien (en)                                             | 4 mars 1835 - 3 mars 1837         | 24e, 25e    | Élu en 1835 | 1833–1841 |
| Joshua L. Martin                                            | Démocrate                                                   | 4 mars 1837 - 3 mars 1839         | 24e, 25e    | Réélu en 1837. Retrait. | 1833–1841 |
| David Hubbard (en)                                          | Démocrate                                                   | 4 mars 1839 - 3 mars 1841         | 26e         | Élu en 1839. Redécoupage vers le district at-large et perdu sa réélection. | 1833–1841 |
| District inactif, tous les Représentants sont élus at-large | District inactif, tous les Représentants sont élus at-large | 3 mars 1841 - 3 mars 1843         | 27e         | | |
| James Edwin Belser (en)                                     | Démocrate                                                   | 4 mars 1843 - 3 mars 1845         | 28e         | Élu en 1843. | 1843–1855 |
| Henry Washington Hilliard (en)                              | Whig                                                        | 4 mars 1845 - 3 mars 1851         | 29e - 31e   | Élu en 1845. Réélu en 1847. Réélu en 1849. Retrait. | 1843–1855 |
| James Abercrombie (en)                                      | Whig                                                        | 4 mars 1851 - 3 mars 1855         | 32e, 33e    | Élu en 1851. Réélu en 1853. Retrait. | 1843–1855 |
| Eli Sims Shorter (en)                                       | Démocrate                                                   | 4 mars 1855 - 3 mars 1859         | 34e, 35e    | Élu en 1855. Réélu en 1857. Retrait. | 1855–1863 |
| James L. Pugh (en)                                          | Démocrate                                                   | 4 mars 1859 - 21 janvier 1861     | 36e         | Élu en 1859. Retrait à cause de la Guerre de Sécession | 1855–1863 |
| Vacant                                                      | Vacant                                                      | 21 janvier 1861 - 21 juillet 1868 | 36e - 40e   | Guerre de Sécession et Reconstruction | |
| Charles Waldron Buckley (en)                                | Républicain                                                 | 21 juillet 1868 - 3 mars 1873     | 40e - 42e   | Élu pour finir le mandat précédent. Réélu en 1868. Réélu en 1870. Retrait. | 1863–1877 |
| James T. Rapier (en)                                        | Républicain                                                 | 4 mars 1873 - 3 mars 1875         | 43e         | Élu en 1872. Perdu sa réélection. | 1863–1877 |
| Jeremiah Norman Williams (en)                               | Démocrate                                                   | 4 mars 1875 - 3 mars 1877         | 44e         | Élu en 1874. Redécoupage vers le 3ème district. | 1863–1877 |
| Hilary A. Herbert                                           | Démocrate                                                   | 4 mars 1877 - 3 mars 1893         | 45e - 52e   | Élu en 1876. Réélu en 1878. Réélu en 1880. Réélu en 1882. Réélu en 1884. Réélu en 1886. Réélu en 1888. Réélu en 1890. Retrait. | 1877–1893 |
| Jesse F. Stallings (en)                                     | Démocrate                                                   | 4 mars 1893 - 3 mars 1901         | 53e - 56e   | Élu en 1892. Réélu en 1894. Réélu en 1896. Réélu en 1898. Retrait. | 1893–1933 |
| Ariosto A. Wiley (en)                                       | Démocrate                                                   | 4 mars 1901 - 17 juin 1908        | 57e - 60e   | Élu en 1900. Réélu en 1902. Réélu en 1904. Réélu en 1906. Décès. | 1893–1933 |
| Vacant                                                      | Vacant                                                      | 17 juin 1908 - 3 novembre 1909    | 60e         | | 1893–1933 |
| Oliver C. Wiley (en)                                        | Démocrate                                                   | 3 novembre 1908 - 3 mars 1909     | 60e         | Élu pour finir le mandat de son frère | 1893–1933 |
| S. Hubert Dent Jr. (en)                                     | Démocrate                                                   | 4 mars 1909 - 3 mars 1921         | 61e - 66e   | Élu en 1908. Réélu en 1910. Réélu en 1912. Réélu en 1914. Réélu en 1916. Réélu en 1918. Perdu sa renomination. | 1893–1933 |
| John R. Tyson (en)                                          | Démocrate                                                   | 4 mars 1921 - 27 mars 1923        | 67e, 68e    | Élu en 1920. Réélu en 1922. Décès. | 1893–1933 |
| Vacant                                                      | Vacant                                                      | 27 mars 1923 - 14 août 1923       | 68e         | | 1893–1933 |
| J. Lister Hill (en)                                         | Démocrate                                                   | 14 août 1923 - 11 janvier 1938    | 68e - 75e   | Élu pour finir le mandant de Tyson. Réélu en 1924. Réélu en 1926. Réélu en 1928. Réélu en 1930. Réélu en 1932. Réélu en 1934. Réélu en 1936. Démission lorsque nommé comme Sénateur des États-Unis.                                                           | 1893–1933 |
| J. Lister Hill (en)                                         | Démocrate                                                   | 14 août 1923 - 11 janvier 1938    | 68e - 75e   | Élu pour finir le mandant de Tyson. Réélu en 1924. Réélu en 1926. Réélu en 1928. Réélu en 1930. Réélu en 1932. Réélu en 1934. Réélu en 1936. Démission lorsque nommé comme Sénateur des États-Unis.                                                           | 1933–1963 |
| Vacant                                                      | Vacant                                                      | 11 janvier 1938 - 14 juin 1938    | 75e         | | |
| George M. Grant (en)                                        | Démocrate                                                   | 14 juin 1938 - 3 janvier 1963     | 75e - 87e   | Élu pour finir le mandant de Hill. Réélu en 1938. Réélu en 1940. Réélu en 1942. Réélu en 1944. Réélu en 1946. Réélu en 1948. Réélu en 1950. Réélu en 1952. Réélu en 1954. Réélu en 1956. Réélu en 1958. Réélu en 1960. Redécoupage vers le district at-large. | |
| District inactif, tous les Représentants sont élus at-large | District inactif, tous les Représentants sont élus at-large | 3 janvier 1963 - 3 janvier 1965   | 88e         | | |
| William Louis Dickinson (en)                                | Républicain                                                 | 3 janvier 1965 - 3 janvier 1993   | 89e - 102e  | Élu en 1964. Réélu en 1966. Réélu en 1968. Réélu en 1970. Réélu en 1972. Réélu en 1974. Réélu en 1976. Réélu en 1978. Réélu en 1980. Réélu en 1982. Réélu en 1984. Réélu en 1986. Réélu en 1988. Réélu en 1990. Retrait.                                      | 1965–1973 |
| William Louis Dickinson (en)                                | Républicain                                                 | 3 janvier 1965 - 3 janvier 1993   | 89e - 102e  | Élu en 1964. Réélu en 1966. Réélu en 1968. Réélu en 1970. Réélu en 1972. Réélu en 1974. Réélu en 1976. Réélu en 1978. Réélu en 1980. Réélu en 1982. Réélu en 1984. Réélu en 1986. Réélu en 1988. Réélu en 1990. Retrait.                                      | 1973–1993 |
| Terry Everett (en)                                          | Républicain                                                 | 3 janvier 1993 - 3 janvier 2009   | 103e - 110e | Élu en 1992. Réélu en 1994. Réélu en 1996. Réélu en 1998. Réélu en 2000. Réélu en 2002. Réélu en 2004. Réélu en 2006. Retrait. | 1993–2003 |
| Terry Everett (en)                                          | Républicain                                                 | 3 janvier 1993 - 3 janvier 2009   | 103e - 110e | Élu en 1992. Réélu en 1994. Réélu en 1996. Réélu en 1998. Réélu en 2000. Réélu en 2002. Réélu en 2004. Réélu en 2006. Retrait. | 2003–2013 |
| Bobby Bright                                                | Démocrate                                                   | 3 janvier 2009 - 3 janvier 2011   | 111e        | Élu en 2008. Perdu sa réélection. | |
| Martha Roby                                                 | Républicain                                                 | 3 janvier 2011 - 3 janvier 2021   | 112e - 116e | Élue en 2010. Réélue en 2012. Réélue en 2014. Réélue en 2016. Réélue en 2018. Retrait. | |
| Martha Roby                                                 | Républicain                                                 | 3 janvier 2011 - 3 janvier 2021   | 112e - 116e | Élue en 2010. Réélue en 2012. Réélue en 2014. Réélue en 2016. Réélue en 2018. Retrait. | 2013–présent |
| Barry Moore                                                 | Républicain                                                 | 3 janvier 2021 - Présent          | 117e        | Élu en 2020. | |

## Résultats des récentes élections
Voici les résultats des dix précédents cycles électoraux dans le district.

### 2004
| Élection de 2004 du 2e district congressionnel de l'Alabama | Élection de 2004 du 2e district congressionnel de l'Alabama | Élection de 2004 du 2e district congressionnel de l'Alabama | Élection de 2004 du 2e district congressionnel de l'Alabama | Élection de 2004 du 2e district congressionnel de l'Alabama |
| ----------------------------------------------------------- | ----------------------------------------------------------- | ----------------------------------------------------------- | ----------------------------------------------------------- | ----------------------------------------------------------- |
| Parti                                                       | Parti                                                       | Candidat                                                    | Votes                                                       | %                                                           |
|                                                             | Républicain                                                 | Terry Everett (en) (sortant)                                | 177 086                                                     | 71,42 %                                                     |
|                                                             | Démocrate                                                   | Charles D. "Chuck" James                                    | 70 562                                                      | 28,46 %                                                     |
|                                                             | Write-in                                                    | Write-in                                                    | 299                                                         | 0,12 %                                                      |
| Total des votes                                             | Total des votes                                             | Total des votes                                             | 247 947                                                     | 100 %                                                       |
|                                                             | Les Républicains conservent                                 |                                                             |                                                             |                                                             |

### 2006
| Élection de 2006 du 2e district congressionnel de l'Alabama | Élection de 2006 du 2e district congressionnel de l'Alabama | Élection de 2006 du 2e district congressionnel de l'Alabama | Élection de 2006 du 2e district congressionnel de l'Alabama | Élection de 2006 du 2e district congressionnel de l'Alabama |
| ----------------------------------------------------------- | ----------------------------------------------------------- | ----------------------------------------------------------- | ----------------------------------------------------------- | ----------------------------------------------------------- |
| Parti                                                       | Parti                                                       | Candidat                                                    | Votes                                                       | %                                                           |
|                                                             | Républicain                                                 | Terry Everett (en) (sortant)                                | 124 302                                                     | 69,47 %                                                     |
|                                                             | Démocrate                                                   | Charles D. "Chuck" James                                    | 54 450                                                      | 30,13 %                                                     |
|                                                             | Write-in                                                    | Write-in                                                    | 167                                                         | 0,09 %                                                      |
| Total des votes                                             | Total des votes                                             | Total des votes                                             | 178 919                                                     | 100 %                                                       |
|                                                             | Les Républicains conservent                                 |                                                             |                                                             |                                                             |

### 2008
| Élection de 2008 du 2e district congressionnel de l'Alabama | Élection de 2008 du 2e district congressionnel de l'Alabama | Élection de 2008 du 2e district congressionnel de l'Alabama | Élection de 2008 du 2e district congressionnel de l'Alabama | Élection de 2008 du 2e district congressionnel de l'Alabama |
| ----------------------------------------------------------- | ----------------------------------------------------------- | ----------------------------------------------------------- | ----------------------------------------------------------- | ----------------------------------------------------------- |
| Parti                                                       | Parti                                                       | Candidat                                                    | Votes                                                       | %                                                           |
|                                                             | Démocrate                                                   | Bobby Bright                                                | 144 368                                                     | 50,23 %                                                     |
|                                                             | Républicain                                                 | Jay Love (en)                                               | 124 302                                                     | 69,47 %                                                     |
|                                                             | Write-in                                                    | Write-in                                                    | 167                                                         | 0,09 %                                                      |
| Total des votes                                             | Total des votes                                             | Total des votes                                             | 178 919                                                     | 100 %                                                       |
|                                                             | Les Démocrates prennent aux Républicains                    |                                                             |                                                             |                                                             |

### 2010
| Élection de 2010 du 2e district congressionnel de l'Alabama | Élection de 2010 du 2e district congressionnel de l'Alabama | Élection de 2010 du 2e district congressionnel de l'Alabama | Élection de 2010 du 2e district congressionnel de l'Alabama | Élection de 2010 du 2e district congressionnel de l'Alabama |
| ----------------------------------------------------------- | ----------------------------------------------------------- | ----------------------------------------------------------- | ----------------------------------------------------------- | ----------------------------------------------------------- |
| Parti                                                       | Parti                                                       | Candidat                                                    | Votes                                                       | %                                                           |
|                                                             | Républicain                                                 | Martha Roby                                                 | 111 645                                                     | 50,97 %                                                     |
|                                                             | Démocrate                                                   | Bobby Bright (sortant)                                      | 106 865                                                     | 48,79 %                                                     |
|                                                             | Write-in                                                    | Write-in                                                    | 518                                                         | 0,24 %                                                      |
| Total des votes                                             | Total des votes                                             | Total des votes                                             | 219 028                                                     | 100 %                                                       |
|                                                             | Les Républicains prennent aux Démocrates                    |                                                             |                                                             |                                                             |

### 2012
| Élection de 2012 du 2e district congressionnel de l'Alabama | Élection de 2012 du 2e district congressionnel de l'Alabama | Élection de 2012 du 2e district congressionnel de l'Alabama | Élection de 2012 du 2e district congressionnel de l'Alabama | Élection de 2012 du 2e district congressionnel de l'Alabama |
| ----------------------------------------------------------- | ----------------------------------------------------------- | ----------------------------------------------------------- | ----------------------------------------------------------- | ----------------------------------------------------------- |
| Parti                                                       | Parti                                                       | Candidat                                                    | Votes                                                       | %                                                           |
|                                                             | Républicain                                                 | Martha Roby (sortante)                                      | 180 591                                                     | 63,60 %                                                     |
|                                                             | Démocrate                                                   | Thérèse Ford                                                | 103 092                                                     | 36,31 %                                                     |
|                                                             | Write-in                                                    | Write-in                                                    | 270                                                         | 0,10 %                                                      |
| Total des votes                                             | Total des votes                                             | Total des votes                                             | 283 953                                                     | 100 %                                                       |
|                                                             | Les Républicains conservent                                 |                                                             |                                                             |                                                             |

### 2014
| Élection de 2014 du 2e district congressionnel de l'Alabama | Élection de 2014 du 2e district congressionnel de l'Alabama | Élection de 2014 du 2e district congressionnel de l'Alabama | Élection de 2014 du 2e district congressionnel de l'Alabama | Élection de 2014 du 2e district congressionnel de l'Alabama |
| ----------------------------------------------------------- | ----------------------------------------------------------- | ----------------------------------------------------------- | ----------------------------------------------------------- | ----------------------------------------------------------- |
| Parti                                                       | Parti                                                       | Candidat                                                    | Votes                                                       | %                                                           |
|                                                             | Républicain                                                 | Martha Roby (sortante)                                      | 113 103                                                     | 67,34 %                                                     |
|                                                             | Démocrate                                                   | Erick Wright                                                | 54 692                                                      | 32,56 %                                                     |
|                                                             | Write-in                                                    | Write-in                                                    | 157                                                         | 0,09 %                                                      |
| Total des votes                                             | Total des votes                                             | Total des votes                                             | 167 952                                                     | 100 %                                                       |
|                                                             | Les Républicains conservent                                 |                                                             |                                                             |                                                             |

### 2016
| Élection de 2016 du 2e district congressionnel de l'Alabama | Élection de 2016 du 2e district congressionnel de l'Alabama | Élection de 2016 du 2e district congressionnel de l'Alabama | Élection de 2016 du 2e district congressionnel de l'Alabama | Élection de 2016 du 2e district congressionnel de l'Alabama |
| ----------------------------------------------------------- | ----------------------------------------------------------- | ----------------------------------------------------------- | ----------------------------------------------------------- | ----------------------------------------------------------- |
| Parti                                                       | Parti                                                       | Candidat                                                    | Votes                                                       | %                                                           |
|                                                             | Républicain                                                 | Martha Roby (sortante)                                      | 134 886                                                     | 48,75 %                                                     |
|                                                             | Démocrate                                                   | Nathan Mathis (en)                                          | 54 692                                                      | 32,56 %                                                     |
|                                                             | Write-in                                                    | Write-in                                                    | 157                                                         | 0,09 %                                                      |
| Total des votes                                             | Total des votes                                             | Total des votes                                             | 167 952                                                     | 100 %                                                       |
|                                                             | Les Républicains conservent                                 |                                                             |                                                             |                                                             |

### 2018
| Élection de 2018 du 2e district congressionnel de l'Alabama | Élection de 2018 du 2e district congressionnel de l'Alabama | Élection de 2018 du 2e district congressionnel de l'Alabama | Élection de 2018 du 2e district congressionnel de l'Alabama | Élection de 2018 du 2e district congressionnel de l'Alabama |
| ----------------------------------------------------------- | ----------------------------------------------------------- | ----------------------------------------------------------- | ----------------------------------------------------------- | ----------------------------------------------------------- |
| Parti                                                       | Parti                                                       | Candidat                                                    | Votes                                                       | %                                                           |
|                                                             | Républicain                                                 | Martha Roby (sortante)                                      | 138 879                                                     | 61,39 %                                                     |
|                                                             | Démocrate                                                   | Tabitha Isner                                               | 86 931                                                      | 38,43 %                                                     |
|                                                             | Write-in                                                    | Write-in                                                    | 420                                                         | 0,19 %                                                      |
| Total des votes                                             | Total des votes                                             | Total des votes                                             | 226 230                                                     | 100 %                                                       |
|                                                             | Les Républicains conservent                                 |                                                             |                                                             |                                                             |

### 2020
| Élection de 2020 du 2e district congressionnel de l'Alabama | Élection de 2020 du 2e district congressionnel de l'Alabama | Élection de 2020 du 2e district congressionnel de l'Alabama | Élection de 2020 du 2e district congressionnel de l'Alabama | Élection de 2020 du 2e district congressionnel de l'Alabama |
| ----------------------------------------------------------- | ----------------------------------------------------------- | ----------------------------------------------------------- | ----------------------------------------------------------- | ----------------------------------------------------------- |
| Parti                                                       | Parti                                                       | Candidat                                                    | Votes                                                       | %                                                           |
|                                                             | Républicain                                                 | Barry Moore                                                 | 197 996                                                     | 65,22 %                                                     |
|                                                             | Démocrate                                                   | Phyllis Harvey-Hall                                         | 105 286                                                     | 34,68 %                                                     |
|                                                             | Write-in                                                    | Write-in                                                    | 157                                                         | 0,10 %                                                      |
| Total des votes                                             | Total des votes                                             | Total des votes                                             | 303 569                                                     | 100 %                                                       |
|                                                             | Les Républicains conservent                                 |                                                             |                                                             |                                                             |

### 2022
La primaire républicaine a été annulée. Le représentant républicain sortant, Barry Moore, est candidat à l'élection générale.
| Primaire démocrate 2022 du 2e district congressionnel de l'Alabama | Primaire démocrate 2022 du 2e district congressionnel de l'Alabama | Primaire démocrate 2022 du 2e district congressionnel de l'Alabama | Primaire démocrate 2022 du 2e district congressionnel de l'Alabama | Primaire démocrate 2022 du 2e district congressionnel de l'Alabama |
| ------------------------------------------------------------------ | ------------------------------------------------------------------ | ------------------------------------------------------------------ | ------------------------------------------------------------------ | ------------------------------------------------------------------ |
| Parti                                                              | Parti                                                              | Candidat                                                           | Votes                                                              | %                                                                  |
|                                                                    | Démocrate                                                          | Phyllis Harvey-Hall                                                | 16 884                                                             | 68,8 %                                                             |
|                                                                    | Démocrate                                                          | Vimal Patel                                                        | 7 667                                                              | 31,2 %                                                             |

| Élection de 2022 du 2e district congressionnel de l'Alabama | Élection de 2022 du 2e district congressionnel de l'Alabama | Élection de 2022 du 2e district congressionnel de l'Alabama | Élection de 2022 du 2e district congressionnel de l'Alabama | Élection de 2022 du 2e district congressionnel de l'Alabama |
| ----------------------------------------------------------- | ----------------------------------------------------------- | ----------------------------------------------------------- | ----------------------------------------------------------- | ----------------------------------------------------------- |
| Parti                                                       | Parti                                                       | Candidat                                                    | Votes                                                       | %                                                           |
|                                                             | Républicain                                                 | Barry Moore (sortant)                                       | 137 460                                                     | 69,1                                                        |
|                                                             | Démocrate                                                   | Phyllis Harvey-Hall                                         | 58 014                                                      | 29,2                                                        |
|                                                             | Libertarien                                                 | Jonathan Realz                                              | 3 396                                                       | 1,7                                                         |
|                                                             | Write-in                                                    | Write-in                                                    | 91                                                          | 0,0                                                         |
| Total des votes                                             | Total des votes                                             | Total des votes                                             | 198 961                                                     | 100 %                                                       |
|                                                             | Les Républicains conservent                                 |                                                             |                                                             |                                                             |

### 2024
| Primaire républicaine de 2024 du 2e district congressionnel de l'Alabama | Primaire républicaine de 2024 du 2e district congressionnel de l'Alabama | Primaire républicaine de 2024 du 2e district congressionnel de l'Alabama | Primaire républicaine de 2024 du 2e district congressionnel de l'Alabama | Primaire républicaine de 2024 du 2e district congressionnel de l'Alabama |
| ------------------------------------------------------------------------ | ------------------------------------------------------------------------ | ------------------------------------------------------------------------ | ------------------------------------------------------------------------ | ------------------------------------------------------------------------ |
| Parti                                                                    | Parti                                                                    | Candidat                                                                 | Votes                                                                    | %                                                                        |
|                                                                          | Républicain                                                              | Dick Brewbaker                                                           | 22 589                                                                   | 39,6                                                                     |
|                                                                          | Républicain                                                              | Caroleene Dobson                                                         | 15 102                                                                   | 26,4                                                                     |
|                                                                          | Républicain                                                              | Greg Albritton                                                           | 14 470                                                                   | 25;3                                                                     |
|                                                                          | Républicain                                                              | Hampton Harris                                                           | 1 414                                                                    | 2,5                                                                      |
|                                                                          | Républicain                                                              | Belinda Thomas                                                           | 1 082                                                                    | 1,9                                                                      |
|                                                                          | Républicain                                                              | Wallace Gilberry                                                         | 838                                                                      | 1,5                                                                      |
|                                                                          | Républicain                                                              | Karla DuPriest                                                           | 823                                                                      | 1,4                                                                      |
|                                                                          | Républicain                                                              | Stacey Shpperson                                                         | 773                                                                      | 1,4                                                                      |

| Second tour de la primaire républicaine de 2024 du 2e district congressionnel de l'Alabama | Second tour de la primaire républicaine de 2024 du 2e district congressionnel de l'Alabama | Second tour de la primaire républicaine de 2024 du 2e district congressionnel de l'Alabama | Second tour de la primaire républicaine de 2024 du 2e district congressionnel de l'Alabama | Second tour de la primaire républicaine de 2024 du 2e district congressionnel de l'Alabama |
| ------------------------------------------------------------------------------------------ | ------------------------------------------------------------------------------------------ | ------------------------------------------------------------------------------------------ | ------------------------------------------------------------------------------------------ | ------------------------------------------------------------------------------------------ |
| Parti                                                                                      | Parti                                                                                      | Candidat                                                                                   | Votes                                                                                      | %                                                                                          |
|                                                                                            | Républicain                                                                                | Caroleene Dobson                                                                           | 14 705                                                                                     | 58,4                                                                                       |
|                                                                                            | Républicain                                                                                | Dick Brewbaker                                                                             | 10 471                                                                                     | 41,6                                                                                       |

| Primaire démocrate de 2024 du 2e district congressionnel de l'Alabama | Primaire démocrate de 2024 du 2e district congressionnel de l'Alabama | Primaire démocrate de 2024 du 2e district congressionnel de l'Alabama | Primaire démocrate de 2024 du 2e district congressionnel de l'Alabama | Primaire démocrate de 2024 du 2e district congressionnel de l'Alabama |
| --------------------------------------------------------------------- | --------------------------------------------------------------------- | --------------------------------------------------------------------- | --------------------------------------------------------------------- | --------------------------------------------------------------------- |
| Parti                                                                 | Parti                                                                 | Candidat                                                              | Votes                                                                 | %                                                                     |
|                                                                       | Démocrate                                                             | Shomari Figures                                                       | 24 980                                                                | 43,4                                                                  |
|                                                                       | Démocrate                                                             | Anthony Daniels                                                       | 12 879                                                                | 22,4                                                                  |
|                                                                       | Démocrate                                                             | Napoleon Bracy                                                        | 9 010                                                                 | 15,7                                                                  |
|                                                                       | Démocrate                                                             | Merika Coleman                                                        | 3 445                                                                 | 6,0                                                                   |
|                                                                       | Démocrate                                                             | Phyllis Harvey-Hall                                                   | 2 007                                                                 | 3,5                                                                   |
|                                                                       | Démocrate                                                             | James Averhart                                                        | 1 623                                                                 | 2,8                                                                   |
|                                                                       | Démocrate                                                             | Jeremy Gray                                                           | 1 580                                                                 | 2,7                                                                   |
|                                                                       | Démocrate                                                             | Juandalynn Givan                                                      | 1 261                                                                 | 2,2                                                                   |
|                                                                       | Démocrate                                                             | Vilmal Patel                                                          | 289                                                                   | 0,5                                                                   |
|                                                                       | Démocrate                                                             | Larry Simpson                                                         | 247                                                                   | 0,4                                                                   |
|                                                                       | Démocrate                                                             | Willie Lenard                                                         | 199                                                                   | 0,3                                                                   |

| Second tour de la primaire démocrate de 2024 du 2e district congressionnel de l'Alabama | Second tour de la primaire démocrate de 2024 du 2e district congressionnel de l'Alabama | Second tour de la primaire démocrate de 2024 du 2e district congressionnel de l'Alabama | Second tour de la primaire démocrate de 2024 du 2e district congressionnel de l'Alabama | Second tour de la primaire démocrate de 2024 du 2e district congressionnel de l'Alabama |
| --------------------------------------------------------------------------------------- | --------------------------------------------------------------------------------------- | --------------------------------------------------------------------------------------- | --------------------------------------------------------------------------------------- | --------------------------------------------------------------------------------------- |
| Parti                                                                                   | Parti                                                                                   | Candidat                                                                                | Votes                                                                                   | %                                                                                       |
|                                                                                         | Démocrate                                                                               | Shomari Figures                                                                         | 21 962                                                                                  | 61,1                                                                                    |
|                                                                                         | Démocrate                                                                               | Anthony Daniels                                                                         | 14 006                                                                                  | 38,9                                                                                    |

| Élection de 2024 du 2e district congressionnel de l'Alabama | Élection de 2024 du 2e district congressionnel de l'Alabama | Élection de 2024 du 2e district congressionnel de l'Alabama | Élection de 2024 du 2e district congressionnel de l'Alabama | Élection de 2024 du 2e district congressionnel de l'Alabama |
| ----------------------------------------------------------- | ----------------------------------------------------------- | ----------------------------------------------------------- | ----------------------------------------------------------- | ----------------------------------------------------------- |
| Parti                                                       | Parti                                                       | Candidat                                                    | Votes                                                       | %                                                           |
|                                                             | Démocrate                                                   | Shomari Figures                                             | 158 041                                                     | 54,6                                                        |
|                                                             | Républicain                                                 | Caroleene Dobson                                            | 131 414                                                     | 45,4                                                        |
|                                                             | Write-in                                                    | Write-in                                                    | 219                                                         | 0,1                                                         |
| Total des votes                                             | Total des votes                                             | Total des votes                                             | 289 674                                                     | 100 %                                                       |
|                                                             | Les Démocrates prennent aux Républicains                    |                                                             |                                                             |                                                             |